# برناردو هوساي
برناردو ألبرتو هوساي (بالإسبانية: Bernardo Alberto Houssay) ـ (10 أبريل 1887 ـ 21 سبتمبر 1971) كان عالم فيزيولوجيا أرجنتينيًا، تقاسم جائزة نوبل في الطب لعام 1947 مع جرتي وكارل كوري لاكتشافه دور هرمونات الغدة النخامية في تنظيم نسبة السكر (الجلوكوز) في الدم، وهو بذلك أول أرجنتيني، بل وأول أمريكي لاتيني يفوز بجائزة نوبل في أي من مجالاتها العلمية على الإطلاق.

## مولده ودراسته الأولى
ولد هوساي في بوينس أيرس لأبوين من المهاجرين الفرنسيين هما ألبير وكلارا هوساي. ألحق بمدرسة الصيدلة بجامعة بوينس آيرس وهو في الرابعة عشرة من عمره، ثم بدأ ـ وهو في السابعة عشرة من عمره ـ دراسة الطب في مدرسة الطب بنفس الجامعة بين عامي 1904 و1910. وفي عامه الثالث بمدرسة الطب عمل مساعداً للأبحاث والتدريس بقسم علم وظائف الأعضاء.

## عمله الأكاديمي
عقب تخرج هوساي أنجز أطروحته للدكتوراه بسرعة كبيرة. نشرت الأطروحة سنة 1911 وكان موضوعها حول الوظائف الفسيولوجية لخلاصة الغذة النخامية، وهو موضوع ظل يشغله طوال ما تبقى من حياته العلمية. في سنة 1908 كان هوساي يشغل وظيفة مدرس مساعد بنفس القسم، وعقب حصوله على درجة الدكتوراه سرعان ما منح منصب أستاذ لعلم وظائف الأعضاء بمدرسة الطب البيطري بالجامعة، وفي الوقت ذاته كان يعمل في عيادته الخاصة كما كان يعمل طبيباً مساعداً بمستشفى بلدية بوينس أيرس. وفي سنة 1913 عين كبير أطباء بمستشفى ألفار، ثم رئيساً لقسم علم الأمراض التجريبي بالمختبرات الوطنية للصحة العامة في بوينس أيرس سنة 1915.
في سنة 1919 عين هوساي أستاذاً لكرسي علم وظائف الأعضاء بمدرسة طب جامعة بوينس آيرس، فنجح في الارتقاء به طوال مكوثه فيه حتى عام 1943 حتى صار قسماً بحثياً مرموقاً على المستوى العالمي في مجال علم وظائف الأعضاء والطب التجريبي. إلا أن السلطات العسكرية أقصته عن منصبه الأكاديمي سنة 1943 بسبب أفكاره السياسية الليبرالية، فاضطر إلى بدء أبحاثه من جديد في «معهد علم الأحياء والطب التجريبي» (بالإسبانية: Instituto de Biología y Medicina Experimental)‏ الذي كان يمول بمعزل عن الدولة. وقد ظل هذا الوضع قائماً حتى عام 1955، وهو العام الذي أقصي فيه خوان بيرون من السلطة ليعود هوساي إلى موقعه في جامعة بوينس آيرس، حيث ظل حتى وفاته، كما شغل منصب مدير المجلس الوطني للبحث العلمي والتقني منذ عام 1957.

## أبحاثه
كانت لهوساي أبحاث في العديد من فروع علم وظائف الأعضاء، من بينها الجهاز العصبي والهضمي والتنفسي والدوري، غير أت مساهماته الأبرز، والتي نال جائزة نوبل تقديراً لها، كانت هي أبحاثه التجريبية عن دور الفص الأمامي من الغدة النخامية في أيض الكربوهيدرات وخاصة في داء السكري. وقد بين هوساي في ثلاثينيات القرن العشرين قدرة خلاصة الفص الأمامي من الغدة النخامية على إحداث داء السكري، وانخفاض وطأة المرض في حالة استئصال هذا الفص. وقد أدت هذه الأبحاث إلى تحفيز الأبحاث في مجال دراسة آليات التحكم الهرموني عن طريق التغذية الراجعة، وهي أبحاث لها دور محوري في علم الغدد الصماء الحديث.

## تلاميذه
كان لهوساي العديد من التلاميذ البارزين الذين انتشروا في أنحاء العالم وأثروا الأبحاث الطبية، وكان من هؤلاء إدواردو براون-منديث وميغيل رولاندو كوفيان (الذي يعد أبا الفسيولوجيا العصبية في البرازيل). وقد اشترك بعض هؤلاء التلاميذ مع هوساي في تأليف مرجع عن علم وظائف الأعضاء البشري نشر بالإسبانية والبرتغالية، ويعد من أبرز المراجع في هذا المجال في أمريكا اللاتينية. وقد اضطلع بالترجمة البرتغالية لهذا المرجع كوفان وآخرون.
كما كان لهوساي نشاط كبير في قيادة الحياة العلمية وتحفيز تقدم البحث العلمي والتعليم الطبي في الأرجنتين، بل وفي أمريكا اللاتينية بأكملها.

## مؤلفاته
بالإضافة إلى مرجع علم وظائف الأعضاء البشرية السابق ذكره، والذي ظل يطبع في طبعات متوالية دُرست في جميع المدارس الطبية في أمريكا الجنوبية تقريباً، نشر هوساي أيضاً ما يربو على 600 ورقة بحثية والعديد من الكتب المتخصصة.

## التكريم
إلى جانب جائزة نوبل في الطب، نال هوساي العديد من التكريمات من جامعات هارفارد وكامبردج وأكسفورد وباريس و15 جامعة أخرى، كما حصل على قلادة ديل من جمعية لندن لعلم الغدد الصماء سنة 1960.

## روابط خارجية
- برناردو هوساي على موقع الموسوعة البريطانية (الإنجليزية)
- برناردو هوساي على موقع مونزينجر (الألمانية)
- برناردو هوساي على موقع إن إن دي بي (الإنجليزية)